# Atomosia nigroaenea
Atomosia nigroaenea är en tvåvingeart som beskrevs av Walker 1851. Atomosia nigroaenea ingår i släktet Atomosia och familjen rovflugor.
Artens utbredningsområde är Colombia. Inga underarter finns listade i Catalogue of Life.